# Nothin' But Trouble
Nothin' But Trouble è il secondo album dei Blue Murder, uscito nel 1993 per l'etichetta discografica Geffen Records.

## Tracce
1. We All Fall Down (Sykes) - 4:47
2. Itchycoo Park (Lane, Mariott) - 3:46 (Small Faces Cover)
3. Cry for Love (Sykes) - 6:57
4. Runaway (Sykes) - 5:58
5. Dance (Sykes) - 4:08
6. I'm on Fire (Sykes) - 4:45
7. Save My Love (Sykes) - 4:48
8. Love Child (Sykes) - 5:29
9. Shouldn't Have Let You Go (Sykes) - 4:10
10. I Need an Angel (Sykes) - 7:02
11. She Knows (Sykes) - 3:38

## Formazione
- John Sykes - voce, chitarra
- Marco Mendoza - basso
- Tommy O'Steen - batteria, cori

### Altri musicisti
- Nik Green - tastiere
- Kelly Keeling - cori, voce nella traccia 6
- Tony Franklin - basso
- Carmine Appice - batteria